# Gordexola
Gordexola en basque ou Gordejuela en espagnol est une commune de Biscaye dans la communauté autonome du Pays basque en Espagne.
Le nom officiel de la commune est Gordexola.

## Géographie
La Vallée de Gordexola se trouve à quelque 20 km au sud-ouest de Bilbao. Elle est limitée avec la vallée d'Okondo à l'est, avec la vallée de Lanteno au sud-est, avec ville d'Artziniega (Alava) au Sud, avec la Vallée de Mena (Burgos) au sud-ouest et à l'ouest et avec les municipalités de Zalla et de Güeñes au Nord.
Cette municipalité a un climat océanique, c'est-à-dire doux en hiver et tempéré en été. Il y a des brouillards abondants et les précipitations sont considérables.
La Vallée de Gordexola est traversée par la rivière Herrerias ou Ibaizabal, une rivière au débit moyen mais qui a longtemps donné de la vie à une multitude de forges.

### Quartiers
- Azkarai
- Berbikiz
- Iratzagorria
- Rodayega
- Sandamendi (Mairie)
- Ugarte
- Urarte
- Zaldu
- Zubieta

## Municipalité

### Liste des maires successifs
Liste des maires depuis les élections démocratiques de 1979.
| Période   | Nom du maire                 | Parti politique |
| --------- | ---------------------------- | --------------- |
| 1979-1983 | Juan Luis Lascurain Argarate | PNV             |
| 1983-1987 | Juan Luis Lascurain Argarate | PNV             |
| 1987-1991 |                              | PNV             |
| 1991-1995 |                              | PNV             |
| 1995-1999 |                              | PNV             |
| 1999-2003 | Eusebio Rodríguez Intxaurza  | PNV             |
| 2003-2007 | Eusebio Rodríguez Intxaurza  | PNV             |
| 2007-2011 | Eusebio Rodríguez Intxaurza  | PNV             |

### Patrimoine religieux

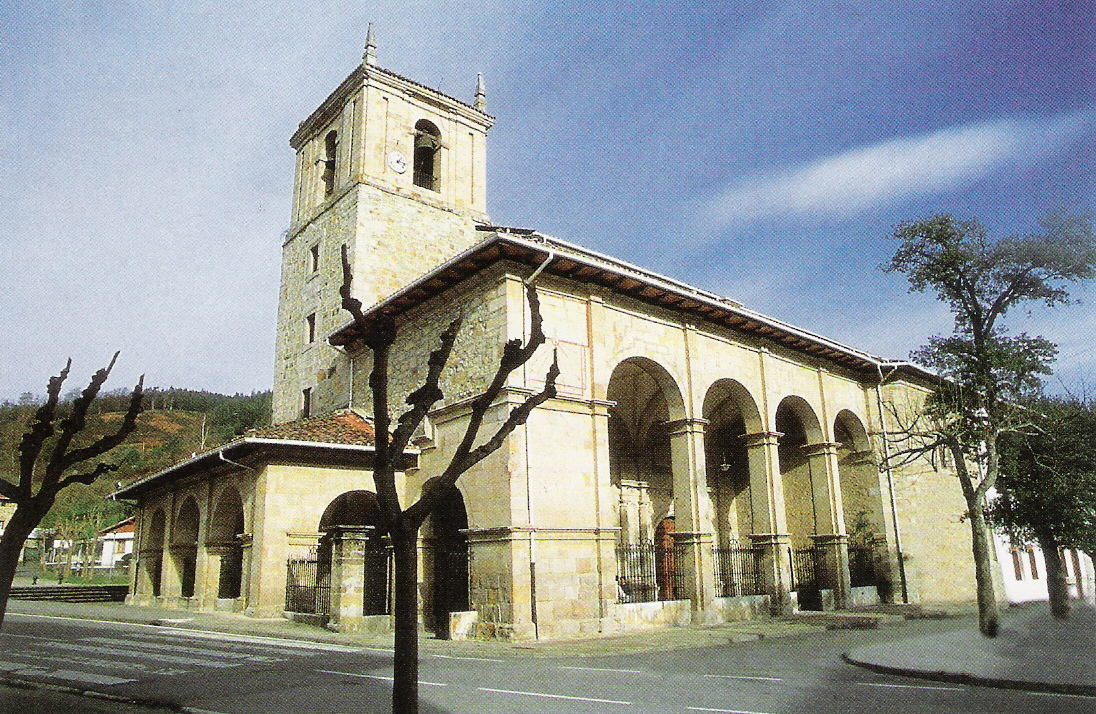
Église de Saint Jean de Molinar

### Conseil municipal
Élections municipales de 2007.
| Maire       | Iñaki Arechederra Zurimendi | PNV        |
| Conseillère | Arrate del Arco Ojeda       | PNV        |
| Conseiller  | Valen Villanueva Vivanco    | PNV        |
| Conseiller  | Iker Kortajarena Altuna     | PNV        |
| Conseillère | Idoia Villate Urruela       | PNV        |
| Conseillère | Rakel Villanueva Arberas    | PNV        |
| Conseiller  | Enrique Faraig Ironiza      | EB-(verts) |
| Conseiller  | Arturo Carabias Camino      | EA         |
| Conseiller  | Eduardo Alvarez Ibañez      | PP         |

## Personnalités liées à la commune
- José Antonio de Echávarri, membre fondateur de l'armée Trigarante (Mexique), est né à Gordejuela en 1789.

### Sources
- (es) Cet article est partiellement ou en totalité issu de l’article de Wikipédia en espagnol intitulé « Gordejuela » (voir la liste des auteurs).